# Tankcsapda
Tankcsapda est un groupe hongrois de heavy metal et hard rock, originaire de Debrecen.

## Histoire
Tankcsapda est formé en 1989 à Debrecen, en Hongrie. Le groupe commence comme un power trio avec uniquement de la batterie, de la basse et de la guitare, jouant du punk rock. Il élargit constamment son répertoire avec différents éléments de rock. Le trio se produit d'abord dans de petites salles et publie leurs albums sur de petits labels indépendants. Le premier développement commercial important du groupe a lieu en 1995, avec la sortie de leur quatrième album, Az Ember Tervez, devenu le premier disque d'or de Tankcsapda. 
Le 16 janvier 2012, une annonce inattendue est faite : après le succès de la tournée Új nap vár de 2011, le guitariste Levente Molnár (Cseresznye) quitte le groupe. Selon l'explication officielle, son départ est dû à un épuisement après des années de travail en commun. Le 20 février 2012, le groupe annonce que le successeur de Cseresznye comme nouveau guitariste, Gábor « Sidi » Sidlovics, anciennement de Zanzibar et Mafia. Le nouveau line-up commence immédiatement à travailler sur un nouvel album studio. Le 26 mars, ils sortent leur première nouvelle chanson et un clip intitulé Mi a fasz van?. Fin juin, ils sortent une autre chanson, Hatalom nélküli rend puis deux autres singles. Le nouvel album du trio sort le 8 novembre 2012 sous le titre Rockmafia Debrecen. L'album est certifié disque d'or dès le lendemain, après s'être vendu à 5 000 exemplaires. 

## Membres

### Membres actuels
- László Lukács - voix, guitare basse (depuis 1993), chant, guitare principale (1989–1993)
- Tamás Fejes - batterie (depuis 2000)
- Gábor Sidlovics - guitare (depuis 2012)

### Anciens membres
- Attila « Labi » Tóth Laboncz - guitare basse (1989–1993)
- György Buzsik - batterie (1989-1997)
- Ottó Elek - batterie (1997-2000)
- Levente « Cseresznye » Molnár - guitare solo (1993-2012)

## Discographie

### Albums studio
- 1990 : Punk and Roll
- 1992 : Legjobb Méreg
- 1994 : Jönnek A Férgek
- 1995 : Az Ember Tervez
- 1996 : Eleven
- 1996 : Cause for Sale
- 1997 : Connektor:567
- 1998 : Ha Zajt Akartok
- 1999 : Tankológia
- 2001 : Agyarország
- 2002 : Baj Van
- 2006 : Mindenki Vár Valamit
- 2007 : Elektromágnes
- 2009 : Minden Jót
- 2012 : Rockmafia Debrecen
- 2013 : Igazi hiénák
- 2014 : Urai vagyunk a helyzetnek
- 2019 : Liliput Hollywood

### Albums live et best of
- 2003 : Élni vagy Égni
- 2004 : A Legjobb Mérgek - Best of

### EP
- 2000 : Ez Az A ház
- 2003 : Szextárgy

## Distinctions notables
- VIVA Televízió ~ Megawatt Ászok Díj: 2004[4]
- Fonogram díj 2004 : récompensé dans la catégorie « Album rock local de l'année »[5]